# Mangio amore
Mangio amore è il secondo singolo dei Ridillo estratto dall'album Ridillove.
Dopo una prima distribuzione promozionale a inizio gennaio (CD singolo e 45 giri) per promuovere l'uscita dell'album, in aprile escono su disco mix due nuove versioni del brano, remixate rispettivamente da Luca Pernici e DJ Jad degli Articolo 31. Entrambe le versioni vengono stampate anche su CD singoli promozionali (quella di DJ Jad su quello di Siamo nel 2000).

## Tracce
12" (Best Sound/PolyGram 569 965-1)(Many Records MN 00412)
1. Mangio amore (penne all'arrabbiata mix by Luca Pernici) - 4:00
2. Mangio amore (remix - DJ Jad version) - 3:45
3. Mangio amore - 4:13